# Eredivisie 2021/22 (mannenwaterpolo)
Het Eredivisie-seizoen 2021/22 (mannen) was het 122e seizoen waarin in Nederland werd gestreden om het landskampioenschap waterpolo. Aan de competitie namen 14 clubs deel.

## Teams
| · De Ham Het Ravijn Polar Bears PSV Zuid-Holland ZPC Amersfoort Schuurman BZC UZSC ZV de Zaan Locatie teams in Eredivisie 2021/22 | · AZC SVH Waterpolo Den Haag WIDEX GZC Donk ZPB H&L Productions ZVL-1886 Center Locatie Zuid-Hollandse Eredivisieteams |

| Club                              | Plaats              |
| --------------------------------- | ------------------- |
| AZC                               | Alphen aan den Rijn |
| De Ham                            | Krommenie           |
| Het Ravijn                        | Nijverdal           |
| Polar Bears                       | Ede                 |
| PSV                               | Eindhoven           |
| Schoonderbeek Bouw ZPC Amersfoort | Amersfoort          |
| Schuurman BZC                     | Borculo             |
| SVH                               | Rotterdam           |
| UZSC                              | Utrecht             |
| Waterpolo Den Haag                | Den Haag            |
| WIDEX GZC Donk                    | Gouda               |
| ZPB H&L Productions               | Barendrecht         |
| ZV de Zaan                        | Zaandam             |
| ZVL-1886 Center                   | Leiden              |

## Standen

### Stand
| Pos | Team                              | Wed | W  | G | V  | Ptn | DV  | DT  | +/−  | Kwalificatie of degradatie        |
| --- | --------------------------------- | --- | -- | - | -- | --- | --- | --- | ---- | --------------------------------- |
| 1   | AZC                               | 26  | 21 | 0 | 5  | 63  | 360 | 241 | +119 | Play-offs voor kampioenschap      |
| 2   | Het Ravijn                        | 26  | 19 | 3 | 4  | 60  | 378 | 266 | +112 | Play-offs voor kampioenschap      |
| 3   | ZV de Zaan                        | 26  | 17 | 5 | 4  | 56  | 350 | 243 | +107 | Play-offs voor kampioenschap      |
| 4   | WIDEX GZC Donk                    | 26  | 17 | 4 | 5  | 55  | 379 | 271 | +108 | Play-offs voor kampioenschap      |
| 5   | Polar Bears                       | 26  | 16 | 5 | 5  | 53  | 313 | 234 | +79  | Play-offs voor kampioenschap      |
| 6   | Schoonderbeek Bouw ZPC Amersfoort | 26  | 16 | 3 | 7  | 51  | 314 | 261 | +53  | Play-offs voor kampioenschap      |
| 7   | UZSC                              | 26  | 15 | 5 | 6  | 50  | 320 | 230 | +90  | Play-offs voor kampioenschap      |
| 8   | ZVL-1886 Center                   | 26  | 12 | 1 | 13 | 37  | 284 | 296 | −12  | Play-offs voor kampioenschap      |
| 9   | ZPB H&L Productions               | 25  | 7  | 1 | 17 | 22  | 273 | 313 | −40  |                                   |
| 10  | PSV                               | 26  | 7  | 1 | 18 | 22  | 244 | 341 | −97  |                                   |
| 11  | De Ham                            | 26  | 5  | 3 | 18 | 18  | 259 | 349 | −90  |                                   |
| 12  | Waterpolo Den Haag (SG)           | 26  | 5  | 1 | 20 | 16  | 201 | 308 | −107 | Degradatie naar de Eerste divisie |
| 13  | Schuurman BZC                     | 24  | 4  | 1 | 19 | 13  | 227 | 387 | −160 | Degradatie naar de Eerste divisie |
| 14  | SVH                               | 25  | 2  | 1 | 22 | 7   | 215 | 377 | −162 | Degradatie naar de Eerste divisie |

1. ↑  Vrijwillige degradatie BZC, Den Haag en SVH[1]